# Nowołęczna
Nowołęczna (dawn. Nowo-Łęczna) – część miasta Nowego Dworu Mazowieckiego, w województwie mazowieckim, w powiecie nowodworskim. Leży w środkowo-północnej części Nowego Dworu. Do 1952 samodzielna miejscowość.
W latach 1867–1952 wieś w gminie Góra w powiecie warszawskim; 20 października 1933 weszła w skład gromady Łęczna w granicach gminy Góra, składającej się z wsi Łęczna i wsi Nowo-Łęczna.
W związku z utworzeniem powiatu nowodworskiego 1 lipca 1952, osiedle Nowołęczna wyłączono z gminy Góra i włączono do Nowego Dworu Mazowieckiego.